# Сосновское сельское поселение (Гурьевский район)
Сосно́вское се́льское поселе́ние — упразднённое муниципальное образование в составе Гурьевского района Кемеровской области. Административный центр — посёлок Сосновка.

## История
Сосновское сельское поселение образовано 17 декабря 2004 года в соответствии с Законом Кемеровской области № 104-ОЗ.

## Население
| 2010  | 2011  | 2012  | 2013  | 2014  | 2015  | 2016  |
| ----- | ----- | ----- | ----- | ----- | ----- | ----- |
| 1743  | ↗1747 | ↘1705 | ↘1661 | ↘1657 | ↘1618 | ↘1599 |
| 2017  | 2018  | 2019  |       |       |       |       |
| ↘1598 | ↘1575 | ↘1530 |       |       |       |       |

## Состав сельского поселения
| № | Населённый пункт | Тип населённого пункта          | Население |
| - | ---------------- | ------------------------------- | --------- |
| 1 | Заречный         | посёлок                         | 121       |
| 2 | Каменушка        | деревня                         | 36        |
| 3 | Кочкуровка       | село                            | 130       |
| 4 | Понтряжка        | посёлок                         | 39        |
| 5 | Сосновка         | посёлок, административный центр | 1154      |
| 6 | Чуваш-Пай        | деревня                         | 263       |

## Организации
На территории поселения расположены расположены 6 объектов торговли, 2 почтовых отделения., Администрация Сосновского сельского поселения, школа, ДК п. Сосновка, Детский сад, 2 библиотеки, Сосновская Амбулатория, ДК д. Чуваш-Пай. , в селе Кочуровка расположен центр Государственного природного зоологического заказника «Горскинский»